# Jan Wüstenfeld
Jan Wüstenfeld (* 26. Juni 1975 in Hannover) ist ein ehemaliger deutscher Biathlet, der nach der aktiven Karriere Mannschaftsarzt des deutschen Biathlon-Nationalteams wurde.
Jan Wüstenfeld lebt in Bad Berleburg und startete für den Skiclub Bayer Leverkusen. Der ehemalige Sportsoldat der Bundeswehr begann 1982 mit dem Biathlonsport. 1995 gewann er bei den Juniorenweltmeisterschaften Gold mit der Staffel, Silber im Sprint und Bronze im Einzelwettkampf. Wüstenfeld debütierte 1997 in Lillehammer im Biathlon-Weltcup und wurde 74. im Sprint. Schon bei seinem zweiten Weltcupeinsatz in Östersund kam er als Neunter im Einzel erstmals unter die Besten zehn sowie auf einen zweiten Platz mit der Staffel. Bei der dritten Weltcupstation in Kontiolahti konnte er sogar das Sprintrennen gewinnen und feierte damit seinen größten Erfolg, der ihm auch die Qualifikation für die Olympischen Winterspiele 1998 in Nagano einbrachte. Dort wurde er im Einzel eingesetzt und wurde 32. Die Weltcupsaison beendete er auf einem 26. Gesamtrang. Auch die folgende Saison wurde für Wüstenfeld nochmals erfolgreich. Er wurde Dritter bei einem Sprintrennen in Lake Placid und kam auf einen 31. Platz im Gesamtweltcup. Seine letzten Einsätze im Weltcup hatte Wüstenfeld in der Saison 1999/2000. 2000 trat er bei den Europameisterschaften in Zakopane an. Hier wurde er Vierter im Einzel und gewann mit Andreas Stitzl, Gunar Bretschneider und Ulf Karkoschka Staffelgold.
Jan Wüstenfeld ist seit 2010 mit der ehemaligen Biathletin Katja Beer verheiratet. Nach seiner Sportkarriere schloss er sein Medizinstudium ab und übernahm als Mannschaftsarzt die medizinische Betreuung des deutschen Biathlon-Nationalteams.

## Biathlon-Weltcup-Platzierungen
| Platzierung | Einzel | Sprint | Verfolgung | Massenstart | Staffel | Gesamt |
| ----------- | ------ | ------ | ---------- | ----------- | ------- | ------ |
| 1. Platz    |        | 1      |            |             |         | 1      |
| 2. Platz    |        |        |            |             | 2       | 2      |
| 3. Platz    |        | 1      | 1          |             |         | 2      |
| Top 10      | 1      | 4      | 2          |             | 2       | 9      |
| Punkteränge | 1      | 6      | 3          |             | 2       | 12     |
| Starts      | 7      | 16     | 10         |             | 2       | 35     |